# Чичкаюл
Чичкаю́л (устар. Чи́чка-Ю́л) — река в Томской области, правый приток Чулыма (бассейн Оби).
Длина — 450 км, площадь бассейна — 6150 км². Течёт по Чулымской равнине. Питание смешанное, с преобладанием снегового. Среднегодовой расход воды — 28,2 м³/с. Замерзает в конце октября — ноябре, вскрывается в апреле — начале мая. Судоходна на 192 км от устья.
Населённые пункты: посёлок Францево, село Апсагачево, посёлок Совхозный.

## Притоки
- Чёрная Речка (пр)
- Боровая (пр)
- Францевка (лв)
- 123 км: Чугунка (лв)
- 146 км: Таёжная (лв)
- Боровушка (пр)
- 152 км: Комаровка (лв)
- 170 км: Евстигнеевка (пр)
- 175 км: Березовка (лв)
- 191 км: Панфиловка (лв)
- 215 км: Наумовка (лв)
- 230 км: Вознесенка (пр)
- 238 км: Гришина (лв)
- 250 км: Сухая Речка (пр)
- 260 км: Колбиха (пр)
- 270 км: Горелая (пр)
- 285 км: река без названия (пр)
- 291 км: Балыктыюл (лв)
- 319 км: Агуйдат (лв)
- 319 км: Боровушка (пр)
- Половинка (лв)
- 334 км: Сосновка (пр)
- 345 км: Березовка (лв)
- 370 км: Акуловка (лв)
- 391 км: Чичкаюс (лв)
- 399 км: Индол (пр)
- Тюпчек (пр)
- Кылдат (лв)
- Дорожный (лв)

## Данные водного реестра
По данным государственного водного реестра России относится к Верхнеобскому бассейновому округу, водохозяйственный участок реки — Чулым от в/п с. Зырянское до устья, речной подбассейн реки — Чулым. Речной бассейн реки — (Верхняя) Обь до впадения Иртыша.